# Preben Fjære Brynemo
Preben Fjære Brynemo (ur. 14 sierpnia 1977 w Porsgrunn) – norweski narciarz, specjalista kombinacji norweskiej, złoty medalista mistrzostw świata juniorów oraz zwycięzca Pucharu Kontynentalnego.

## Kariera
Po raz pierwszy na arenie międzynarodowej Preben Fjære Brynemo pojawił się podczas mistrzostw świata juniorów w Asiago w 1996 roku, gdzie wspólnie z kolegami zdobył złoty medal w sztafecie. W tym samym roku startował w sezonie 1996/1997 Pucharu Świata B, w którym zajął 63. pozycję. Już w kolejnym sezonie prezentował się znacznie lepiej, między innymi dwukrotnie stając na podium: 28 lutego w Baiersbronn zwyciężył, a 14 marca 1998 roku w Štrbskim Plesie był drugi w sprincie. W klasyfikacji generalnej dało mu to trzecie miejsce. Najlepsze wyniki osiągnął jednak w sezonie 1998/1999, kiedy triumfował w klasyfikacji generalnej wspólnie z Austriakiem Christophem Bielerem.
W Pucharze Świata zadebiutował 3 stycznia 1998 roku w Schonach, gdzie zajął 17. miejsce w zawodach metodą Gundersena. Tym samym już w swoim debiucie zdobył pucharowe punkty. W klasyfikacji tego sezonu zajął 58. miejsce. Najlepsze wyniki w Pucharze Świata osiągnął w sezonie 2000/2001, kiedy zajął siedemnaste miejsce w klasyfikacji generalnej. W swoim najlepszym starcie zajął ósme miejsce 29 grudnia 2000 roku w Lillehammer. W całej swojej karierze na podium zawodów tego cyklu stanął tylko raz – 2 grudnia 2001 roku w Lillehammer, zajmując trzecie miejsce w sprincie. Uległ tylko Toddowi Lodwickowi ze Stanów Zjednoczonych oraz Niemcowi Ronny'emu Ackermannowi.
Pierwszą dużą imprezą w jego karierze były mistrzostwa świata w Lahti w 2001 roku. Wystartował tylko w sprincie, zajmując zaledwie 49. miejsce. Rok później brał udział w igrzyskach olimpijskich w Salt Lake City. Wystąpił w obu konkursach indywidualnych, w Gundersenie zajmując 22. miejsce, a w sprincie uplasował się na 30. pozycji. W 2003 roku postanowił zakończyć karierę.

## Osiągnięcia

### Igrzyska olimpijskie
| Miejsce | Dzień     | Rok  | Miejscowość    | Konkurencja          | Wynik zwycięzcy | Strata  | Zwycięzca      |
| ------- | --------- | ---- | -------------- | -------------------- | --------------- | ------- | -------------- |
| 22.     | 9 lutego  | 2002 | Salt Lake City | Gundersen K-90/15 km | 39:11,7         | +4:38,6 | Samppa Lajunen |
| 30.     | 21 lutego | 2002 | Salt Lake City | Sprint K-120/7,5 km  | 16:40,1         | +1:55,4 | Samppa Lajunen |

### Mistrzostwa świata
| Miejsce | Dzień     | Rok  | Miejscowość | Konkurencja         | Wynik zwycięzcy | Strata | Zwycięzca    |
| ------- | --------- | ---- | ----------- | ------------------- | --------------- | ------ | ------------ |
| 49.     | 24 lutego | 2001 | Lahti       | Sprint K-116/7,5 km | 19:40,3         | ?      | Marko Baacke |

### Mistrzostwa świata juniorów
| Miejsce | Dzień       | Rok  | Miejscowość | Konkurencja          | Wynik zwycięzcy | Strata | Zwycięzca |
| ------- | ----------- | ---- | ----------- | -------------------- | --------------- | ------ | --------- |
| 1.      | 30 stycznia | 1996 | Asiago      | Sztafeta K-90/3x5 km | ?               | -      | -         |

### Puchar Świata

#### Miejsca w klasyfikacji generalnej
- sezon 1997/1998: 58.
- sezon 1998/1999: 54.
- sezon 1999/2000: 28.
- sezon 2000/2001: 17.
- sezon 2001/2002: 25.
- sezon 2002/2003: 38.

#### Miejsca na podium chronologicznie
| Nr | Data           | Miejscowość | Konkurencja          | Wynik zwycięzcy | Pozycja | Strata  | Zwycięzca    |
| -- | -------------- | ----------- | -------------------- | --------------- | ------- | ------- | ------------ |
| 1. | 1 grudnia 2001 | Lillehammer | Gundersen K120/15 km | 42:03,7         | 3.      | +1:36,6 | Todd Lodwick |

### Puchar Kontynentalny

#### Miejsca w klasyfikacji generalnej
- sezon 1996/1997: 63.
- sezon 1997/1998: 3.
- sezon 1998/1999: 1.
- sezon 2002/2003: 17.

#### Miejsca na podium chronologicznie
| Nr | Data           | Miejscowość   | Konkurencja          | Wynik zwycięzcy | Pozycja | Strata | Zwycięzca       |
| -- | -------------- | ------------- | -------------------- | --------------- | ------- | ------ | --------------- |
| 1. | 28 lutego 1998 | Baiersbronn   | Sprint K90/7,5 km    | ?               | 1.      | -      | -               |
| 2. | 4 marca 1998   | Štrbské Pleso | Gundersen K115/15 km | ?               | 2.      | ?      | Andrea Cecon    |
| 3. | 5 marca 1999   | Klingenthal   | Sprint K80/7,5 km    | ?               | 3.      | ?      | Johnny Spillane |
| 4. | 7 marca 1999   | Klingenthal   | Gundersen K80/15 km  | ?               | 1.      | -      | -               |